# Tatiana Pinto
Tatiana Vanessa Ferreira Pinto (* 28. März 1994 in Aveiro) ist eine portugiesische Fußballnationalspielerin, die aktuell bei Atlético Madrid spielt.

## Karriere

### Vereine
Pinto startete ihre Karriere in der Jugend des Auritânia Foz do Iguaçu Futebol Clube in Brasilien. Sie durchlief alle Jugendmannschaften bei Auritânia und wechselte 2010 nach Portugal in die B-Jugendmannschaft des Clube de Albergaria aus Albergaria-a-Velha, wo sie ein Jahr später im Sommer 2011 in die erste Mannschaft aufrückte. Sie spielte im September 2011 ihr Seniorinnendebüt im Campeonato Nacional für Albergaria.
Am 20. September 2013 verließ sie Portugal und unterschrieb beim deutschen Zweitligisten SC Sand. Einen Monat später, am 20. Oktober 2013, gab sie ihr Debüt in der Gruppe Süd der seinerzeit zweigleisigen 2. Bundesliga für den SC Sand gegen den 1. FC Saarbrücken. Im Januar 2015 löste Pinto ihren Vertrag beim SC Sand auf und unterschrieb in Portugal beim Valadares Gaia FC.
Von 2021 bis 2023 bestritt sie 54 Punktspiele für den spanischen Erstligisten UD Levante, in denen sie 15 Tore erzielte.
Zur Saison 2023/24 wurde sie vom englischen Erstligisten Brighton & Hove Albion verpflichtet.

### Nationalmannschaft
Pinto steht seit 2013 im erweiterten Kader für die Portugiesische Fußballnationalmannschaft der Frauen. Zuvor spielte sie 24 Länderspiele für die portugiesische U19-Nationalmannschaft. Mit der Nationalmannschaft nahm sie an der EM-Endrunde 2017 teil, für die sich die Portugiesinnen erstmals qualifizierten. Sie kam in den drei Gruppenspielen gegen Spanien, Schottland und England zum Einsatz. In der misslungenen Qualifikation für die WM 2019 hatte sie acht Einsätze und in der ebenfalls erfolglosen Qualifikation für die EM 2022 wurde sie neunmal eingesetzt.
Im Februar 2023 qualifizierte sie sich in den interkontinentalen Play-offs durch einen 2:1-Sieg gegen Kamerun mit ihrer Mannschaft erstmals für die WM-Endrunde, bei der sie in den drei Gruppenspielen eingesetzt wurde, danach aber ausschied.
Am 24. Juni 2025 wurde sie für die EM-Endrunde 2025 nominiert. Sie bestritt alle Gruppenspiele ihrer Mannschaft über die volle Distanz, schied aber nach den Gruppenspielen mit ihrer Mannschaft aus.

## Erfolge
- Portugiesischer Meister: 2017, 2018
- Portugiesischer Pokalsieger: 2017, 2018
- Portugiesischer Superpokalsieger: 2017